# Фабула (видавництво)
«Фа́була» — українське видавництво належить видавничому дому «Ранок», засноване у січні 2016 року. Спеціалізується на виданні художньої літератури (світова класика, сучасна зарубіжна та українська проза, українська поезія) і книг у жанрі non-fiction.

## Історія
Перша книжка видавництва «Чигиринський сотник» Леоніда Кононовича вийшла друком у серпні 2016 року. Під час складання видавничого плану перевага надається лауреатам Нобелівської, Букерівської, Гонкурівської, Пулітцерівської та Готорнденської премій, Національної книжкової премії США, а також українським авторам. Одна з провідних місій «Фабули» — просування на книжковій арені молодих українських письменників, тому засновано книжкову серію «Дебют». Також у видавництві «Фабула» виходять друком книжки класиків сучасної української літератури та успішних бізнесменів.
Видавництво «Фабула» до грудня 2019 року було імпринтом видавничого дому «Ранок», а 12 грудня 2019 року отримало свідоцтво про внесення до державного реєстру видавців і стало окремим підрозділом - дочірньою компанією видавничого дому.
Придбати книжки «Фабула» можна на сайті видавництва, у книгарнях вашого міста і великих торговельних мережах.
- 2016 вийшло друком 11 найменувань.
- 2017 вийшло друком 70 найменувань.
- 2018 вийшло друком 61 найменувань.
- 2019 вийшло друком 100 найменувань.

## Нагороди
- 2016 — переможець конкурсу Держтелерадіо України «Книга року» з романом Леоніда Кононовича «Чигиринський сотник».[2]
- 2017 — лауреат конкурсу «Краща книга виставки»  XIX Всеукраїнської виставки-форуму «Українська книга на Одещині» в номінації «Сучасне літературно-художнє видання» з романом Колма Тойбіна «Майстер».[3]
- 2019 — переможець конкурсу «BookForum Best Book Award-2019» у номінації Non-fiction з книжкою Шона Керролла «Велика картина».
- 2019 — переможець конкурсу «Еспресо. Вибір читачів» у номінації «Найкраща доросла книжка» з романом Гаськи Шиян «За спиною».
- 2019 — переможець конкурсу Держтелерадіо України «Краща книга України» у номінації «З глибини знань» з книжкою Алекса Хавра «А потім прийшов Цезар».[4]
- 2019 — переможець конкурсу Держтелерадіо України «Краща книга України» у номінації «Арт-книжка» з книжкою Джесіки Гейґі «Мистецтво війни в ілюстраціях»[4]
- 2019 —  авторка роману  «За спиною» Гаська Шиян стала  лауреаткою Літературної премії Євросоюзу.[5]

## Ярмарки
Видавничий дім «ФАБУЛА» бере активну участь у всеукраїнських ярмарках Книжковий Арсенал, Форум видавців, Зелена Хвиля, Черкаська книжкова толока, Дніпро Book Space.
Книжки видавництва також представлені на міжнародних книжкових ярмарках: Варшавському книжковому ярмарку, Франкфуртському, Лондонському.

## Основні книжкові серії Видавничого дому «ФАБУЛА»
- PROSYSTEM — перші україномовні книжки для всіх, хто займається IT-діяльністю в Україні, керує проєктами в IT, просуває IT-продукт і опановує мистецтво програмування.
- PROCREATORS — біографії відомих особистостей, політиків, бізнесменів, учених, митців, акторів, це книжки про людей, які назавжди залишили слід в історії.
- PROBUSINESS — провідні книжки для тих, хто має або планує відкрити свій бізнес, для менеджерів, маркетологів, рекламістів, піарників та студентів фахових ВНЗ. У цю серію входять книжки, які допоможуть побудувати бізнес та зробити його лідером ринку.
- PROME — книжки, що допоможуть зрозуміти себе та змінитися на краще. Це серія про те, як віднайти сенс життя, побудувати гармонійні стосунки з собою та іншими, мотивуватися до нових звершень.
- PROSCIENCE — книжки про науку та все, що з нею пов'язано. Тут є книжки про космос, історію, біологію, навколишній світ.

## Автори
У видавничому домі «Фабула» виходять друком книжки авторів з усього світу: Сполучених Штатів Америки, Іспанії, Японії, Швейцарії, Нідерландів, Англії, Франції, Шотландії тощо.
Найпопулярніші автори видавництва: Лі Якокка, Іцхак Адізес, Джек Траут, Юрген Саленбахер, Ідріс Муті, Джон П. Коттер, Мел Роббінс, Артуро Перес-Реверте, Ніклас Натт-о-Даґ, Януш Леон Вишневський, Маргарет Лендон, Алі Сміт.
У видавництві також виходять друком книжки українських письменників: Гаськи Шиян, Сергія Мартинюка, Остапа Українця, Юрія Андруховича, Артемія Кірсанова, Сергія Дзюби, Марії Козиренко, Сергія Батурина, Василя Тибеля, Леоніда Кононовича.

## Інновації
Видавничий дім «Фабула» у колаборації з платформою Double A Publishing запустили новий зручний формат для читання — QR-books. Це унікальний проєкт, який допоможе придбати електронну книжку без порушень інтелектуальної власності за значно меншою ціною, ніж паперовий аналог. Завдяки цьому книжка стає ближчою, оскільки ви можете придбати електронний формат і читати з телефону, планшету, ноутбуку в зручному для вас місці.

## Соціальна відповідальність
Усі книжки видавництва відповідають вимогам якості ЄС, більшість книжок друкується на папері з вторсировини.

## Міжнародна співпраця та партнери
«Фабула» активно співпрацює з міжнародними літературними агентствами та видавництвами Penguin Random House, Curtis Brown Group Limited, Simon & Schuster, HarperCollins Publishers, Hachette Book Group, Inc W.W. Norton and Company, Inc., HARVARD BUSINESS SCHOOL PUBLISHING CORPORATION, ICHAK ADIZES LLC, PEARSON EDUCATION LIMITED, Princeton University Press, The Wylie Agency